# سباستین استن
سباستین استن (انگلیسی: Sebastian Stan؛ زادهٔ ۱۳ اوت ۱۹۸۲) بازیگر رومانیایی-آمریکایی است. او برای بازی در نقش باکی بارنز / سرباز زمستان در دنیای سینمایی مارول مورد توجه قرار گرفت. او این نقش را در چند فیلم از این مجموعه ایفا کرده که از کاپیتان آمریکا: نخستین انتقام‌جو (۲۰۱۱) آغاز شد و شامل مینی‌سریال فالکون و سرباز زمستان (۲۰۲۱) هم می‌شود.
استن در تلویزیون نقش کارتر بیزن در دختر سخن‌چین (۲۰۰۷–۲۰۱۰)، شاهزاده جک بنجامین در پادشاهان (۲۰۰۹)، کلاهدوز دیوانه در روزی روزگاری (۲۰۱۲) و تی‌جی هموند در جانوران سیاسی (۲۰۱۲) را بازی کرده است. او برای جانوران سیاسی نامزد جایزه تلویزیونی به انتخاب منتقدان برای بهترین بازیگر نقش مکمل مرد در یک فیلم/مینی‌سریال شد. در سال ۲۰۲۲، او برای بازی در نقش تامی لی در مینی‌سریال پم و تامی مورد تحسین منتقدان قرار گرفت و نامزد جوایز امی پرایم‌تایم و گلدن گلوب شد.
در سینما، استن در کمدی-درام ریکی و فلش، فیلم علمی تخیلی مریخی (هر دو در سال ۲۰۱۵) و کمدی لوگان خوش‌شانس (۲۰۱۷) بازی کرد. او پس از آن در نقش اصلی فیلم زندگی‌نامه‌ای من تونیا هستم (۲۰۱۷) و فیلم مهیج تازه (۲۰۲۲) حضور داشت. او در سال ۲۰۲۴ برای بازی در مردی متفاوت برندهٔ جایزهٔ خرس نقره‌ای در جشنواره بین‌المللی فیلم برلین و جایزه گلدن گلوب بهترین بازیگر مرد شد. او همچنین برای به تصویر کشیدن دونالد ترامپ در کارآموز (۲۰۲۴) نامزد جایزه اسکار بهترین بازیگر مرد شد.

## زندگی‌نامه
سباستین استن در ۱۳ اوت ۱۹۸۲ در شهر کونستانسا، رومانی به دنیا آمد.
والدین او هنگامی که او دو سال داشت، جدا شدند. در سن ۸ سالگی او و مادرش به وین در اتریش نقل مکان کردند و مادرش در آنجا به عنوان پیانیست استخدام شد.
چهار سال بعد در سن ۱۲ سالگی او و مادرش به راکلند کانتری در نیویورک نقل مکان کردند سپس مادرش با آنتونی فروهاف مدیر مدرسه Rockland Country Day School ازدواج کرد.
زمانی که استن در مدرسه Rockland Country Day School تحصیل می‌نمود، در نمایش‌های هاروی، سیرانو دو برژراک، مغازه کوچک هراس و Over Here! و داستان وست ساید بازی کرد.
او همچنین در کمپ تابستانی آموزشگاه بازیگری Stagedoor Manor شرکت کرد. این زمانی بود که او تصمیم گرفت بازیگری را به صورت جدی دنبال کند و در دانشگاه‌های مختلفی برای کلاس‌های بازیگری درخواست داد. او در دانشگاه هنرهای نمایشی دانشگاه راتگرز پذیرفته شد که همچنین به او فرصت گذراندن یک سال تحصیل بازیگری در تئاتر شکسپیر گلوب لندن را داد. استن در سال ۲۰۰۲ شهروند آمریکایی شد. او یک برادر ناتنی از سمت پدر خود دارد.

## تلویزیون و حرفه در سینما
پس از چندین نقش تلویزیونی و سینمایی از جمله میثاق و دختر سخن‌چین، او نقش پرنس جک بنجامین یکی از نقش‌های اصلی را در سریال Kings بازی کرد. در سال ۲۰۱۰ او در فیلم تریلر باله‌ای دارن آرونوفسکی به نام قوی سیاه بازی کرد، همچنین در فوریه همان سال شروع به بازی در فیلم ترسناک و ماوراءالطبیعه شبح کرد.
استن در سال ۲۰۱۰ نقش بلین، ضدقهرمان اصلی فیلم Hot Tub Time Machine را بازی کرد. در ژوئیه ۲۰۱۱ او نقش شخصیت باکی بارنز در فیلم کاپیتان آمریکا: اولین انتقام جو بر اساس کتاب‌های مارول بازی نمود. در سال ۲۰۱۲ او در فیلم تریلر Gone بازی کرد و نقش کلاهدوز دیوانه / جفرسون را در سریال روزی روزگاری بازی کرد. وبگاه ای. وی. کلاب بازی او در قسمت هت تریک
(قسمت ۱۷ فصل اول سریال روزی روزگاری)، اولین اپیزود استن در روزی روزگاری را 'عالی' توصیف کرد و این اپیزود را در لیست ۳۰ اپیزود برتر سال ۲۰۱۲ قرار داد. وی در فصل اول و دوم سریال روزی روزگاری حضور داشت.
او همچنین در مجموعه تلویزیونی Political Animals شبکهٔ یواس‌ای نتورک نقش توماس «تی جی» هموند، پسر همجنسگرای بانوی پیشین اول آمریکا را بازی کرد. این نقش برای او نامزدی جایزه انتخاب منقدین برای بهترین هنرپیشه مکمل در فیلم/مینی سریال ۲۰۱۳ را همراه داشت.
استن نقش هال کارتر را در نمایش پیک‌نیک از تئاتر راوندبوت در نیویورک بازی کرد. در سال ۲۰۱۴ استن نقش باکی بارنز را باری دیگر و این بار در فیلم کاپیتان آمریکا: سرباز زمستان بازی کرد. در سال ۲۰۱۵ او نقش جاشوا در فیلم ریکی و فلش به بازی پرداخت؛ و در فیلم مریخی ساخته ریدلی اسکات، در نقش دانشمند ناسا، دکتر کریس بک بازی کرد. او برای سومین بار به ایفای نقش باکی بارنز/سرباز زمستان در فیلم کاپیتان آمریکا: جنگ داخلی (۲۰۱۶) پرداخت. استن به عنوان باکی بارنز/سرباز زمستان ۹ فیلم در قرارداد با مارول دارد. استن در سال ۲۰۱۱ در بازی ویدئویی کاپیتان آمریکا، صداگذاری شخیت باکی بارنز را به عهده گرفت. استن در سال ۲۰۰۸ در موزیک ویدئو Wake Up Call حضور داشت.
در سال ۲۰۱۷ سباستین در فیلم کمدی استیون سودربرگ حضور یافت و همچنین او در فیلم من تونیا هستم بازی کرد که این فیلم از روی داستان زندگی واقعی تانیا هاردینگ، اسکیت باز مشهور ساخته شده است. استن در این فیلم نقش جف گیلولی، همسر تانیا هاردینگ با بازی مارگو رابی را ایفا کرد و بازی درخشانی را به نمایش گذاشت. استن در سال ۲۰۱۷ در فیلم " من اینجا نیستم " به ایفای نقش پرداخت.
استن یک بار دیگر نقش باکی بارنز/سرباز زمستان را در فیلم انتقام‌جویان: جنگ ابدیت ایفا کرد که این فیلم ۴ مه ۲۰۱۸ اکران شد. در سال ۲۰۱۹ نیز استن باز هم نقش باکی را در انتقام جویان: پایان بازی (Avengers: End Game) ایفا کرد. در سال ۲۰۱۸ سباستین در فیلم  ما همیشه در قلعه زندگی کرده‌ایم که بر اساس کتاب شرلی جکسون (با همین نام) ساخته شده است حضور دارد و همین‌طور در فیلم  نابودگر در کنار نیکول کیدمن ایفای نقش کرده است. او در فیلمی مربوط به جنگ ویتنام The Last Full Measure نیز بازی کرده است. وی همچنین در فیلم درام پایان‌ها، آغازها در کنار شیلین وودلی ایفای نقش کرده است.

## زندگی شخصی
استن در سال‌های ۲۰۰۸ تا ۲۰۱۰ با همبازی‌اش در سریال دختر پر حرف، لیتون میستر در رابطه بود. زمانی نیز با همبازی‌اش در سریال روزی روزگاری، جنیفر موریسون قرار می‌گذاشت (از مه ۲۰۱۲ تا اوت ۲۰۱۳). او از اواسط سال ۲۰۱۴ شروع به قرار گذاشتن با مارگاریتا لیویوا کرد که همبازی‌اش در فیلم Spread بود. او یکی از طرفداران بزرگ جک نیکلسون است. استن به جوانی‌های بازیگر فیلم‌های جنگ ستارگان، مارک همیل شباهت دارد به طوری که برخی، آن دو را پدر و پسر می‌خوانند. وی درحال حاضر با بازیگر اسپانیایی، الهاندرا اونیوا در رابطه است.

## فیلم‌ها
| سال  | نام فیلم                        | نقش                        |
| ---- | ------------------------------- | -------------------------- |
| ۱۹۹۴ | ۷۱ جزء از روزشمار یک شانس       | بچه در مترو                |
| ۲۰۰۴ | ازدواج تونی و تینا              | جانی                       |
| ۲۰۰۵ | درهای قرمز                      | سایمون                     |
| ۲۰۰۶ | معمار                           | مارتین واترز               |
| ۲۰۰۶ | میثاق                           | چیس کالینز                 |
| ۲۰۰۷ | آموزش چارلی بنکس                | لئو                        |
| ۲۰۰۸ | ریچل ازدواج می‌کند               | والتر                      |
| ۲۰۰۹ | گسترش                           | هری                        |
| ۲۰۱۰ | جکوزی ماشین زمان                | بلین                       |
| ۲۰۱۰ | قوی سیاه                        | اندرو                      |
| ۲۰۱۱ | کاپیتان آمریکا: نخستین انتقام‌جو | جیمز بیوکانان «باکی» بارنز |
| ۲۰۱۲ | گمشده                           | بیلی                       |
| ۲۰۱۲ | شبح                             | بن کورتیس                  |
| ۲۰۱۴ | کاپیتان آمریکا: سرباز زمستان    | باکی بارنز/ سرباز زمستان   |
| ۲۰۱۵ | برنز                            | لنس تاکر                   |
| ۲۰۱۵ | مرد مورچه‌ای                     | باکی بارنز/ سرباز زمستان   |
| ۲۰۱۵ | ریکی و فلش                      | جاشوا                      |
| ۲۰۱۵ | مریخی                           | دکتر کریس بک               |
| ۲۰۱۶ | کاپیتان آمریکا: جنگ داخلی       | باکی بارنز/ سرباز زمستان   |
| ۲۰۱۷ | لوگان خوش‌شانس                   | وایت                       |
| ۲۰۱۷ | من تونیا هستم                   | جف گیلولی                  |
| ۲۰۱۷ | من اینجا نیستم                  | استیو                      |
| ۲۰۱۸ | ما همیشه در قلعه زندگی می‌کردیم  | چارلز بلک‌وود               |
| ۲۰۱۸ | انتقام‌جویان: جنگ ابدیت          | باکی بارنز/ سرباز زمستان   |
| ۲۰۱۸ | نابودگر                         | کریس                       |
| ۲۰۱۹ | انتقام جویان: پایان بازی        | باکی بارنز/ سرباز زمستان   |
| ۲۰۱۹ | اقدام نهایی                     | اسکات هافمن                |
| ۲۰۲۰ | پایان‌ها، آغازها                 | فرانک                      |
| ۲۰۲۰ | شیطان تمام‌وقت                   | لی بوداکر                  |
| ۲۰۲۱ | دوشنبه                          | میکی                       |
| ۲۰۲۲ | ۳۵۵                             | نیک                        |
| ۲۰۲۲ | تازه                            | استیو                      |
| ۲۰۲۳ | زیرک‌تر                          | مکس                        |
| ۲۰۲۳ | روح‌شده                          | گاد                        |
| ۲۰۲۳ | پول احمقانه                     | ولادیمیر تنف               |
| ۲۰۲۴ | مردی متفاوت                     | ادوارد لموئل / گای موراتز  |
| ۲۰۲۴ | کارآموز                         | دونالد ترامپ               |
| ۲۰۲۵ | تاندربولتز*                     | باکی بارنز / سرباز زمستان  |

### تلویزیون
| سال       | عنوان                 | نقش                      | توضیحات           |
| --------- | --------------------- | ------------------------ | ----------------- |
| ۲۰۰۳      | نظم و قانون           | جاستین                   | قسمت: "Sheltered" |
| ۲۰۰۷–۲۰۱۰ | دختر سخن‌چین           | کارتر                    | ۱۱ قسمت           |
| ۲۰۰۹      | پادشاهان              | جک بنجامین               | ۱۳ قسمت           |
| ۲۰۱۲      | روزی روزگاری          | جفرسون                   | ۶ قسمت            |
| ۲۰۱۲      | جانوران سیاسی         | تی جی هموند              | مینی سریال ۶ قسمت |
| ۲۰۱۲      | هزارتو                | ویل فرانکلین             | مینی سریال ۲ قسمت |
| ۲۰۱۷      | من اینجا می‌میرم       | کلی                      | قسمت: "Pilot"     |
| ۲۰۲۰      | فالکون و سرباز زمستان | باکی بارنز/ سرباز زمستان | مینی سریال ۶ قسمت |
| ۲۰۲۱      | چه می‌شود اگر… ؟       | باکی بارنز/ سرباز زمستان | ۲ قسمت            |
| ۲۰۲۲      | پم و تامی             | تامی لی                  | مینی سریال ۸ قسمت |